# José Martins da Cruz Jobim
José Martins da Cruz Jobim (Rio Pardo, 26 de fevereiro de 1802 — Rio de Janeiro, 23 de agosto de 1878) foi um médico, professor e político brasileiro do século XIX.

## Biografia
Cruz Jobim era o filho mais velho do tenente português José Martins da Cruz Jobim e de sua primeira esposa, Eugênia Fortes (falecida em 1812). Entre seus irmãos estava Antônio Martins da Cruz Jobim, mais tarde barão de Cambaí. Filho de pais pobres , mudou-se ainda criança para o Rio de Janeiro para receber uma educação mais aprimorada, tendo sido matriculado no extinto Seminário São José. Após concluir os seus estudos, Cruz Jobim seguiu para a França, onde se graduou em Medicina pela Universidade de Paris em 1828.
Ao regressar ao Brasil, Cruz Jobim foi nomeado médico do Paço Imperial por José Bonifácio. Mais tarde, ele foi nomeado professor de Medicina Legal da Faculdade de Medicina do Rio de Janeiro, da qual foi também diretor por cerca de vinte e um anos. Além disso, foi um dos fundadores e patrono da cadeira 41 da Academia Imperial de Medicina, hoje Nacional.
Cruz Jobim é considerado um dos pioneiros da psiquiatria no Brasil e, em 1831, publicou Insânia Loquaz, o primeiro escrito sobre doenças mentais do país.
Em 1848, já aposentado, Cruz Jobim entrou na carreira política, sendo eleito deputado geral pelo partido conservador, pelo Rio Grande do Sul, seu estado de origem, e depois escolhido senador do Império do Brasil pelo Espírito Santo, cargo em que permaneceu de 1851 a 1878.
Em 1863 propôs a criação de Escolas de Medicina no interior para diplomar médicos de segunda classe (o tempo de formação seria menor) - a proposta não foi para frente.
Foi membro correspondente da Real Academia de Ciências de Nápoles e de Real Academia de Ciências de Lisboa. Agraciado comendador da Imperial Ordem da Rosa e da Imperial Ordem de Cristo. 
Uma de suas filhas, Luísa Marcondes Jobim, foi casada com o visconde de Sabóia, que também era médico e professor da Faculdade de Medicina do Rio de Janeiro. Foi antepassado indireto e colateral do músico Tom Jobim e do jurista Nelson Jobim., que descendem dos filhos do segundo casamento do pai de Cruz Jobim, com Anna Maria Pereira Vianna (1785-1837). 